# Adelaide International 2 2022
Adelaide International 2 2022 là một giải quần vợt trong ATP Tour 2022 và WTA Tour 2022. Giải đấu là một phần của ATP Tour 250 và WTA 250 thi đấu trên mặt sân cứng ngoài trời tại Memorial Drive Tennis Centre ở Adelaide, Nam Úc, Úc. Đây là lần thứ 4 (nữ) và lần thứ 3 (nam) giải đấu được tổ chức. 
Giải đấu diễn ra do giải Hobart International của nữ và giải ATP Auckland Open của nam bị hủy, vì đại dịch COVID-19. Giải đấu diễn ra từ ngày 10–15 tháng 1 năm 2022.

## Điểm và tiền thưởng

### Phân phối điểm
| Sự kiện  | VĐ  | CK  | BK  | TK | Vòng 1/16 | Vòng 1/32 | Q  | Q2 | Q1 |
| Đơn nam  | 250 | 150 | 90  | 45 | 20        | 0         | 12 | 6  | 0  |
| Đôi nam* | 250 | 150 | 90  | 45 | 20        | 0         | —  | —  | —  |
| Đơn nữ   | 280 | 180 | 110 | 60 | 30        | 1         | 18 | 12 | 1  |
| Đôi nữ*  | 280 | 180 | 110 | 60 | 1         | —         | —  | —  | —  |

*mỗi đội

### Tiền thưởng
| Sự kiện   | VĐ      | CK      | BK      | TK      | Vòng 1/16 | Vòng 1/32 | Q2     | Q1     |
| Đơn nam   | $43,189 | $30,885 | $22,710 | $14,255 | $9,180    | $5,370    | $2,625 | $1,365 |
| Đôi nam * | $19,300 | $10,900 | $6,300  | $3,570  | $2,100    | $1,260    | —      | —      |
| Đơn nữ    | $31,000 | $18,037 | $10,100 | $5,800  | $3,675    | $2,675    | $1,950 | $1,270 |
| Đôi nữ*   | $10,800 | $6,300  | $3,800  | $2,300  | $1,750    | —         | —      | —      |

## Nội dung đơn ATP

### Hạt giống
| Quốc gia | Tay vợt          | Xếp hạng1 | Hạt giống |
| -------- | ---------------- | --------- | --------- |
| FRA      | Gaël Monfils     | 21        | 1         |
| USA      | John Isner       | 24        | 2         |
| RUS      | Karen Khachanov  | 29        | 3         |
| CRO      | Marin Čilić      | 30        | 4         |
| RSA      | Lloyd Harris     | 31        | 5         |
| KAZ      | Alexander Bublik | 36        | 6         |
| USA      | Frances Tiafoe   | 38        | 7         |
| HUN      | Márton Fucsovics | 40        | 8         |

- 1 Bảng xếp hạng vào ngày 3 tháng 1 năm 2022.

### Vận động viên khác
Đặc cách:
- Alex Bolt
- Thanasi Kokkinakis
- Aleksandar Vukic

Vượt qua vòng loại:
- Egor Gerasimov
- Steve Johnson
- Corentin Moutet
- Yoshihito Nishioka

Thua cuộc may mắn:
- Roberto Carballés Baena
- Thiago Monteiro

### Rút lui
Trước giải đấu
- Jenson Brooksby → thay thế bởi  Arthur Rinderknech
- Laslo Đere → thay thế bởi  Thiago Monteiro
- James Duckworth → thay thế bởi  Jaume Munar
- Dominik Koepfer → thay thế bởi  Roberto Carballés Baena
- Sebastian Korda → thay thế bởi  Gianluca Mager

## Nội dung đôi ATP

### Hạt giống
| Quốc gia | Tay vợt           | Quốc gia | Tay vợt         | Xếp hạng1 | Hạt giống |
| -------- | ----------------- | -------- | --------------- | --------- | --------- |
| USA      | Rajeev Ram        | GBR      | Joe Salisbury   | 7         | 1         |
| CRO      | Ivan Dodig        | BRA      | Marcelo Melo    | 41        | 2         |
| NED      | Wesley Koolhof    | GBR      | Neal Skupski    | 41        | 3         |
| BEL      | Sander Gillé      | BEL      | Joran Vliegen   | 56        | 4         |
| RSA      | Raven Klaasen     | JPN      | Ben McLachlan   | 63        | 5         |
| URU      | Ariel Behar       | ECU      | Gonzalo Escobar | 80        | 6         |
| MEX      | Santiago González | ARG      | Andrés Molteni  | 81        | 7         |
| BIH      | Tomislav Brkić    | SRB      | Nikola Ćaćić    | 83        | 8         |

- 1 Bảng xếp hạng vào ngày 3 tháng 1 năm 2022.

### Vận động viên khác
Đặc cách:
- Aaron Addison /  Thomas Fancutt
- Harry Bourchier /  Brandon Walkin

Thay thế:
- Calum Puttergill /  Adam Taylor

### Rút lui
Trước giải đấu
- Romain Arneodo /  Benoît Paire → thay thế bởi  Oscar Otte /  Benoît Paire
- Márton Fucsovics /  Tommy Paul → thay thế bởi  Calum Puttergill /  Adam Taylor
- Tallon Griekspoor /  Andrea Vavassori → thay thế bởi  Treat Huey /  Frederik Nielsen
- Nicolas Mahut /  Fabrice Martin → thay thế bởi  Evan King /  Alex Lawson
- Frances Tiafoe /  Nicholas Monroe → thay thế bởi  Nicholas Monroe /  Holger Rune

## Nội dung đơn WTA

### Hạt giống
| Quốc gia | Tay vợt              | Xếp hạng1 | Hạt giống |
| -------- | -------------------- | --------- | --------- |
| BLR      | Aryna Sabalenka      | 2         | 1         |
| UKR      | Elina Svitolina      | 15        | 2         |
| USA      | Coco Gauff           | 22        | 3         |
| SLO      | Tamara Zidanšek      | 30        | 4         |
| RUS      | Veronika Kudermetova | 31        | 5         |
| CZE      | Markéta Vondroušová  | 35        | 6         |
| SUI      | Jil Teichmann        | 37        | 7         |
| RUS      | Liudmila Samsonova   | 38        | 8         |
| ROU      | Sorana Cîrstea       | 39        | 9         |

- 1 Bảng xếp hạng vào ngày 3 tháng 1 năm 2022.

### Other entrants
Đặc cách:
- Maddison Inglis
- Aryna Sabalenka
- Daria Saville

Thay thế:
- Ana Konjuh

Vượt qua vòng loại:
- Lauren Davis
- Rebecca Peterson
- Anastasia Potapova
- Dayana Yastremska
- Heather Watson
- Storm Sanders

Thua cuộc may mắn:
- Danka Kovinić

### Rút lui
Trước giải đấu
- Camila Giorgi → thay thế bởi  Madison Brengle
- Veronika Kudermetova → thay thế bởi  Danka Kovinić
- Ann Li → thay thế bởi  Ana Konjuh
- Yulia Putintseva → thay thế bởi  Madison Keys
- Sara Sorribes Tormo → thay thế bởi  Mayar Sherif
- Clara Tauson → thay thế bởi  Alizé Cornet

## Nội dung đôi WTA

### Hạt giống
| Quốc gia | Tay vợt         | Quốc gia | Tay vợt            | Xếp hạng1 | Hạt giống |
| -------- | --------------- | -------- | ------------------ | --------- | --------- |
| CZE      | Marie Bouzková  | CZE      | Lucie Hradecká     | 63        | 1         |
| UKR      | Nadiia Kichenok | IND      | Sania Mirza        | 94        | 2         |
| JPN      | Eri Hozumi      | JPN      | Makoto Ninomiya    | 114       | 3         |
| JPN      | Miyu Kato       | USA      | Sabrina Santamaria | 138       | 4         |

- 1 Bảng xếp hạng vào ngày 3 tháng 1 năm 2022.

### Vận động viên khác
Đặc cách:
- Maddison Inglis /  Olivia Tjandramulia
- Annerly Poulos /  Tina Nadine Smith

Thay thế:
- Kristína Kučová /  Tara Moore

### Rút lui
Trước giải đấu
- Marie Bouzková /  Lucie Hradecká → thay thế bởi  Kristína Kučová /  Tara Moore
- Chan Hao-ching /  Monica Niculescu → thay thế bởi  Peangtarn Plipuech /  Aldila Sutjiadi
- Katarzyna Piter /  Renata Voráčová → thay thế bởi  Marta Kostyuk /  Katarzyna Piter

## Nhà vô địch

### Đơn nam
- Thanasi Kokkinakis đánh bại  Arthur Rinderknech 6–7(6–8), 7–6(7–5), 6–3

### Đơn nữ
- Madison Keys đánh bại  Alison Riske 6–1, 6–2

### Đôi nam
- Wesley Koolhof /  Neal Skupski đánh bại  Ariel Behar /  Gonzalo Escobar, 7–6(7–5), 6–4

### Đôi nữ
- Eri Hozumi /  Makoto Ninomiya đánh bại  Tereza Martincová /  Markéta Vondroušová 1–6, 7–6(7–4), [10–7]